# Метцнер, Оливье
Оливье Метцнер (фр. Olivier Metzner; 22 ноября 1949, Шам-О — 17 марта 2013, Сене) — французский юрист.

## Биография
Окончил Университет Кан Нижняя Нормандия. В 1975 году начал юридическую карьеру. Во Франции стал известным адвокатом, защищал таких людей как Мануэль Норьег, Жером Кервьель, Жан-Мари Мессьер, Доминик де Вильпен, Роман Абрамович. Вел известные дела компаний Loïk Le Floch-Prigent, Continental Airlines. 17 марта 2013 года был найден мертвым недалеко от принадлежавшего ему острова в Бретани.